# タイタン (映画)
『タイタン』（The Titan）は、2018年に配信されたSF映画である。サム・ワーシントンとテイラー・シリングが主演を務め、同年3月30日にNetflixで配信された。

## あらすじ
2048年、人口過剰に悩まされた地球では、土星の衛星タイタンへの移住計画が持ち上がり、マーティン教授が主導する。軍のパイロットであるリック・ジャンセンは砂漠でのサバイバル経験を買われ、タイタンで住めるように人体を改造する実験対象に選ばれる。リックら実験対象は驚異的な運動能力を身に着けるが、やがて体に変調をきたすようになり、死者も出る。医学者でもあるリックの妻のアビゲイルは夫の体液を検査するが、家に隠しカメラが設置されていることに気づく。精神に変調をきたした実験対象は殺人を犯し、軍に殺される。だがマーティン教授は実験の詳細を隠す。
危険な実験を主導したことでマーティン教授はNASAに叱責される。やがてアビゲイルは、リックらのDNAに他の動物のDNAの断片が挿入され、タイタンに適合する新種の人類に改造されていたことが分かる。リックとタリーの二人だけが実験対象として生き残り、その外見は異様なものとなり、会話は低周波で行われ、家族と意思を伝えあうこともできない。
タリーは夫を殺して軍に殺される。リックはもはや地球環境では生きられないが、家族と別れることを拒否する。軍は記憶を消す薬品をリックに与えるようアビゲイルに強いるが、アビゲイルは薬をすり替える。リックは兵士たちを殺して逃げ、アビゲイル、息子、教授の助手のフライアと再会する。マーティン教授は彼らを皆殺しにするよう命じるが、兵士はこれを拒否して教授を逮捕する。
ラストシーンでは、アビゲイルがタイタン居住実験を指導するようになり、リックはタイタンの地表を歩く。

## キャスト
※括弧内は日本語吹替
- リック・ジャンセン中尉 - サム・ワーシントン（東地宏樹）
- アビゲイル・ジャンセン博士 - テイラー・シリング（園崎未恵）
- マーティン・コリンウッド教授 - トム・ウィルキンソン（羽佐間道夫）
- フライア・アプトン博士 - アギネス・ディーン（中原麻衣）
- タリー・ラザフォード - ナタリー・エマニュエル（藤井ゆきよ）
- ルーカス・ジャンセン - ノア・ジュープ（古城門志帆）
- ジム・ペーターセン大佐 - コーリイ・ジョンソン
- アントン・ワーナー軍曹 - アレクザンダー・ヨヴァノヴィッチ
- ルイス・エルナンデス博士 - ディエゴ・ボネータ（平川大輔）
- ゼーン・ゴルスキ伍長 - アーロン・ヘファーナン
- アンドリュー・ラザフォード - アレックス・ラニペクン（英語版）
- レイエンヌ・ゴルスキ - ナオミ・バトリック（英語版）
- ティモシー・パイク少佐 - ステーヴン・クリー（英語版）
- ヴィータ・ラモス大尉 - ナタリエ・ポサ
- ソラーノ大佐 - フランセスク・ガリード（野島昭生）
- エリオット・ブレイク博士 - カイル・ソラー（英語版）

## 製作
2015年8月、サム・ワーシントン、ルース・ウィルソン、ソフィア・ブテラの3名がレナート・ルフ監督の新作映画に出演すると報じられた。10月、トム・ウィルキンソンが本作に出演することになった。12月、ウィルソンとブテラの降板が発表され、その代役としてテイラー・シリングが起用されることになった。2016年1月、ディエゴ・ボネータ、アレクザンダー・ヨヴァノヴィッチ、アギネス・ディーンがキャスト入りした。2月、本作の全世界配給権を保有していたボルテージ・ピクチャーズが権利を売りに出したとの報道があった。2018年2月、ネットフリックスが本作の全世界配給権を購入したと発表した。

## エピソード
- ロケ地はスペインのグラン・カナリア島で、スペイン陸軍の100人の兵士と20台の車両が撮影に参加した。
- アビゲイルがベッドでリックの背中や髪を触るシーン（44分あたり）で流れる曲はグスタフ・マーラーの交響曲第1番で、「巨人（Titan）」の副題で知られる[8]。